# Projekt 1144.2
Projekt 1144 Orlan (jinak též třída Kirov) je třída sovětských raketových křižníků s jaderným pohonem z doby studené války. Jsou to největší raketové křižníky na světě, a proto jsou někdy označovány jako křižníky bitevní. Celkem byly postaveny čtyři jednotky této třídy. První byl do služby přijat roku 1980 a poslední roku 1998. Poslední křižník Pjotr Velikij byl dokončen ve vylepšené verzi Projekt 1144.2. Po rozpadu Sovětského stavu křižníky převzalo nástupnické ruské námořnictvo. V novém režimu byly přejmenovány. Prototypový křižník Admiral Ušakov (ex Kirov) roku 1990 utrpěl havárii jaderného reaktoru, která jej vyřadila ze služby. Křižníky Admiral Lazarev (ex Frunze) a Admiral Nachimov (ex Kalinin) byly v 90. letech převedeny do rezervy. Admiral Nachimov byl se měl vrátit do služby po rozsáhlé rekonstrukci.
Trup a pohonný systém křižníků třídy Kirov byly použity též u velitelské lodě Ural (SSV-33).

## Stavba
Všechny jednotky postavila loděnice v Leningradu. Postaveny byly celkem čtyři jednotky této třídy. Admiral Ušakov (ex Kirov) byl dokončen v roce 1980. Ze služby ho v roce 1990 vyřadila havárie reaktoru, po které již nebyl opraven. Jednotky Admiral Lazarev (ex Frunze) z roku 1984 a Admiral Nachimov (ex Kalinin) z roku 1988 byly odstavené ze služby roku 1999, spekuluje se o jejich možné opravě a modernizaci. V 90. letech byl dokončen ještě křižník Pjotr Velikij (ex Jurij Andropov).
Jednotky projektu 1144:
| Jméno                                                                                 | Verze          | Založení kýlu   | Spuštěna          | Vstup do služby   | Status |
| ------------------------------------------------------------------------------------- | -------------- | --------------- | ----------------- | ----------------- | --- |
| Admiral Ušakov (ex Kirov)                                                             | Projekt 1144   | 1974            | 27. prosince 1977 | 30. prosince 1980 | Roku 1990 utrpěl havárii reaktoru a nebyl opraven. Roku 2002 byl vyřazen a zůstal zakotven v Severodvinsku. Jeho sešrotování bylo plánováno do roku 2021. |
| Admiral Lazarev (ex Frunze)                                                           | Projekt 1144.2 | 1978            | 26. května 1981   | 31. října 1984    | V 90. letech převeden do rezervy. Roku 2014 byla dokončena generálka plavidla, nebyla ale instalována výzbroj. Jeho sešrotování bylo plánováno do roku 2021. |
| Admiral Nachimov (ex Kalinin)                                                         | Projekt 1144.2 | 17. května 1983 | 25. dubna 1986    | 31. prosince 1988 | Roku 1992 přejmenován na Admiral Nachimov. Od roku 1999 v doku. Roku 2014 v loděnici Sevmaš v Severodvinsku zahájena rozsáhlá modernizace na verzi Projekt 11442M. mající jeho životnost prodloužit o nejméně třicet let. Dokončení modernizace bylo původně plánováno na rok 2018. Práce však byly opakovaně přerušovány a termín dokončení posouván. Roku 2022 byl posunut na rok 2024. Na přelomu let 2024 a 2025 byly zprovozněny oba reaktory křižníku. Jeho zařazení do služby v té době bylo plánováno na rok 2026. |
| Pjotr Velikij (ex Jurij Andropov)                                                     | Projekt 1144.2 | 1986            | 29. dubna 1989    | 19. dubna 1998    | Plánována modernizace na verzi Projekt 11442M, ale k roku 2025 nebylo jasné, zda se uskuteční. Aktivní. |
| Admirál loďstva Sovětského svazu Kuzněcov (ex Dzeržinskij, ex Okťabrskaja revolucija) | Projekt 1144.2 | –               | –                 | –                 | Roku 1990 stavba zrušena před založením kýlu. |

## Konstrukce

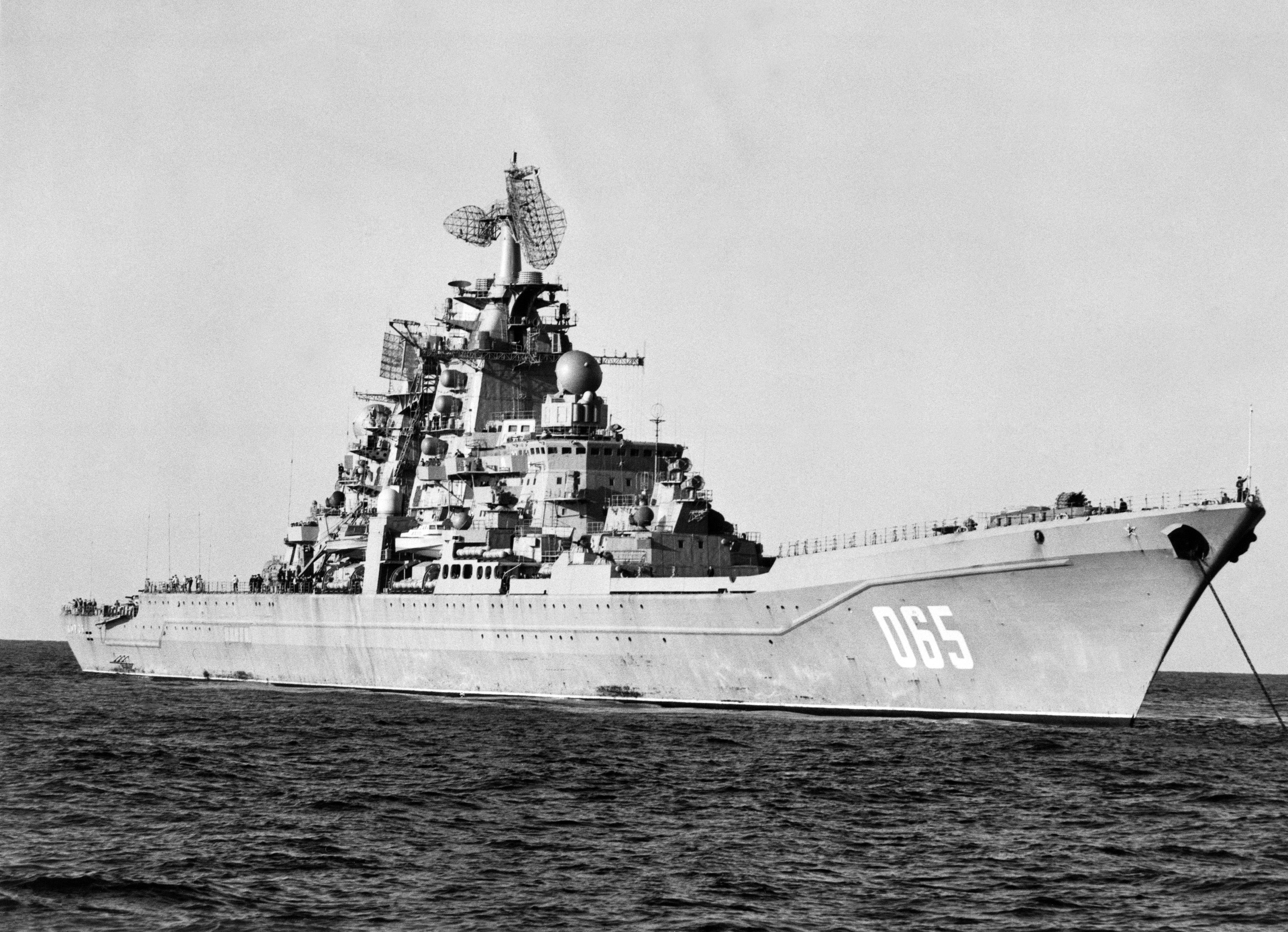
Křižník Kirov v roce 1985

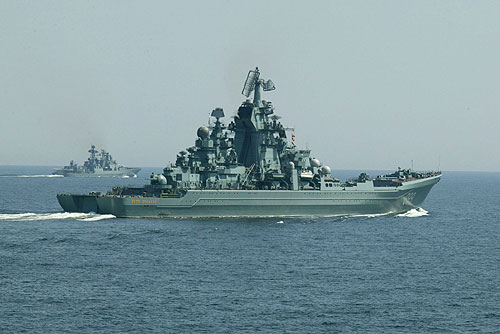
Pjotr Velikij během cvičení v roce 2003

Vybavení každé jednotky se liší. Hlavňovou výzbroj tvoří dva 130mm kanóny AK-130 ve dvoudělové věži (Kirov nesl ráži 100 mm). Hlavní výzbrojí je 20 nadzvukových protilodních střel P-700 Granit (v kódu NATO SS-N-19 Shipwreck) umístěných ve vertikálních silech na přídi lodi. Protiletadlovou výzbroj tvoří 96 protiletadlových řízených střel dlouhého doletu S-300F Fort (SA-N-6 Grumble), umístěných ve 12 osminásobných vertikálních vypouštěcích silech. Ty doplňují dvě dvojitá odpalovací zařízení protiletadlových řízených střel Osa-MA (SA-N-4 Gecko) s kapacitou 40 střel. Blízkou obranu jednotek Admiral Nachimov a Pjotr Velikij zajišťuje šest hybridních kompletů 3K87 Kortik a osm starších systémů AK-630 s 30mm rotačním kanónem. Na palubě je také deset 533mm odpalovacích zařízení pro protiponorkové střely Vodopad-NK (SS-N-16), dva raketové vrhače hlubinných pum RBU-1000 Smerč-3 a dva raketové vrhače RBU-12000. Křižníky jsou vybaveny přistávací plošinou a hangárem pro provoz až tří vrtulníků Kamov Ka-25 či Kamov Ka-27.
Pohonný systém tvoří dva jaderné reaktory KN-3, dva kotle KVG-2 a dvě parní turbíny GTZA-653. Lodní šrouby jsou dva. Celkový výkon pohonného systému dosahuje 140 000 hp. Nejvyšší rychlost dosahuje 31 uzlů.

## Operační nasazení

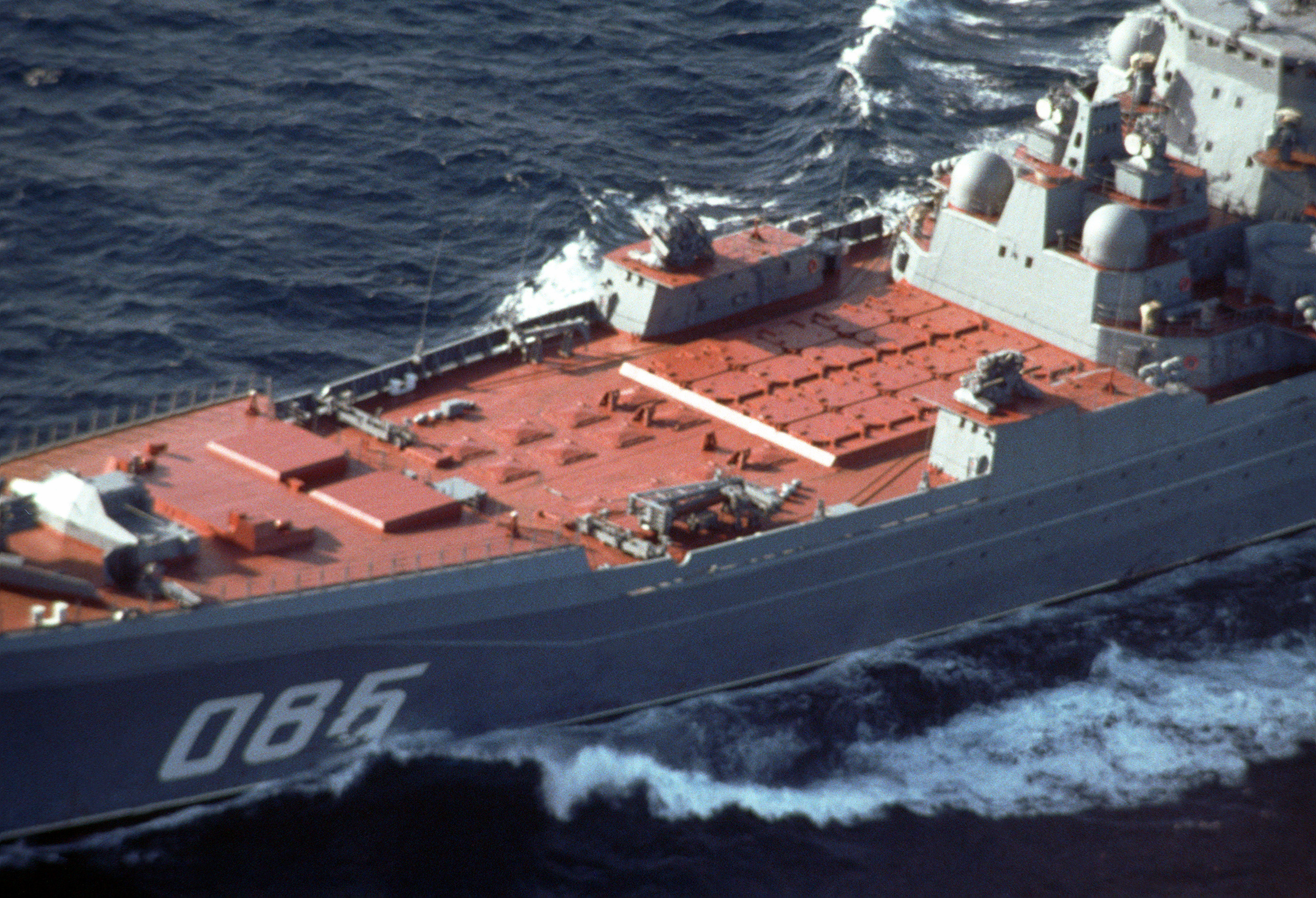
Detail přídě křižníku Kalinin

Křižník Pjotr Velikij byl v listopadu 1996 převeden do Severního loďstva. V srpnu roku 2000 se účastnil námořního cvičení v Severním ledovém oceánu, při kterém došlo k havárii a následnému potopení ruské atomové ponorky Kursk. V listopadu roku 2008 byl součástí flotily, která podnikla cestu do Karibiku, aby ve spolupráci s námořnictvem Venezuely uskutečnila námořní cvičení. Křižník přitom doprovázel torpédoborec Admiral Čabaněnko třídy Udaloj, záchranná loď a tanker. Bylo to po 20 letech první cvičení, které Rusko provedlo v takové blízkosti USA. Pjotr Velikij se spolu s letadlovou lodí Admiral Kuzněcov a dalšími pěti plavidly přiblížily k Velké Británii při návratu do Severomorsku z mise ve Středozemním moři, na které byly od prosince do května 2014.